# Chiara Geronzi
Chiara Geronzi (Roma, 29 settembre 1972) è una giornalista italiana.
È figlia di Cesare Geronzi, ex presidente di Capitalia e di Mediobanca.

## Biografia
Chiara Geronzi è giornalista professionista dal 1997. Ha condotto dal 2000 al 2006 l'edizione della notte del TG5 per poi passare a quella delle 13:00 fino al mese di marzo 2015 quando è stata allontanata dal direttore Clemente J. Mimun e sostituita dal 25 marzo 2015 da Matteo Berti.
Nell'estate del 2006, come dirigente della società Gea World, fu indagata e prosciolta nell'ambito dell'inchiesta nella quale la società era accusata di associazione per delinquere finalizzata all'illecita concorrenza. L'inchiesta, dalla quale scaturirono le indagini che portarono poi all'altra inchiesta su Calciopoli, portò ad un processo chiuso l'8 gennaio 2008 con l'assoluzione della società dall'accusa di associazione per delinquere e con la condanna dei soli Luciano e Alessandro Moggi per violenza privata e minacce. La posizione di Chiara Geronzi, però, era già stata stralciata e archiviata senza rinvio a giudizio.